# Wałek rastrowy

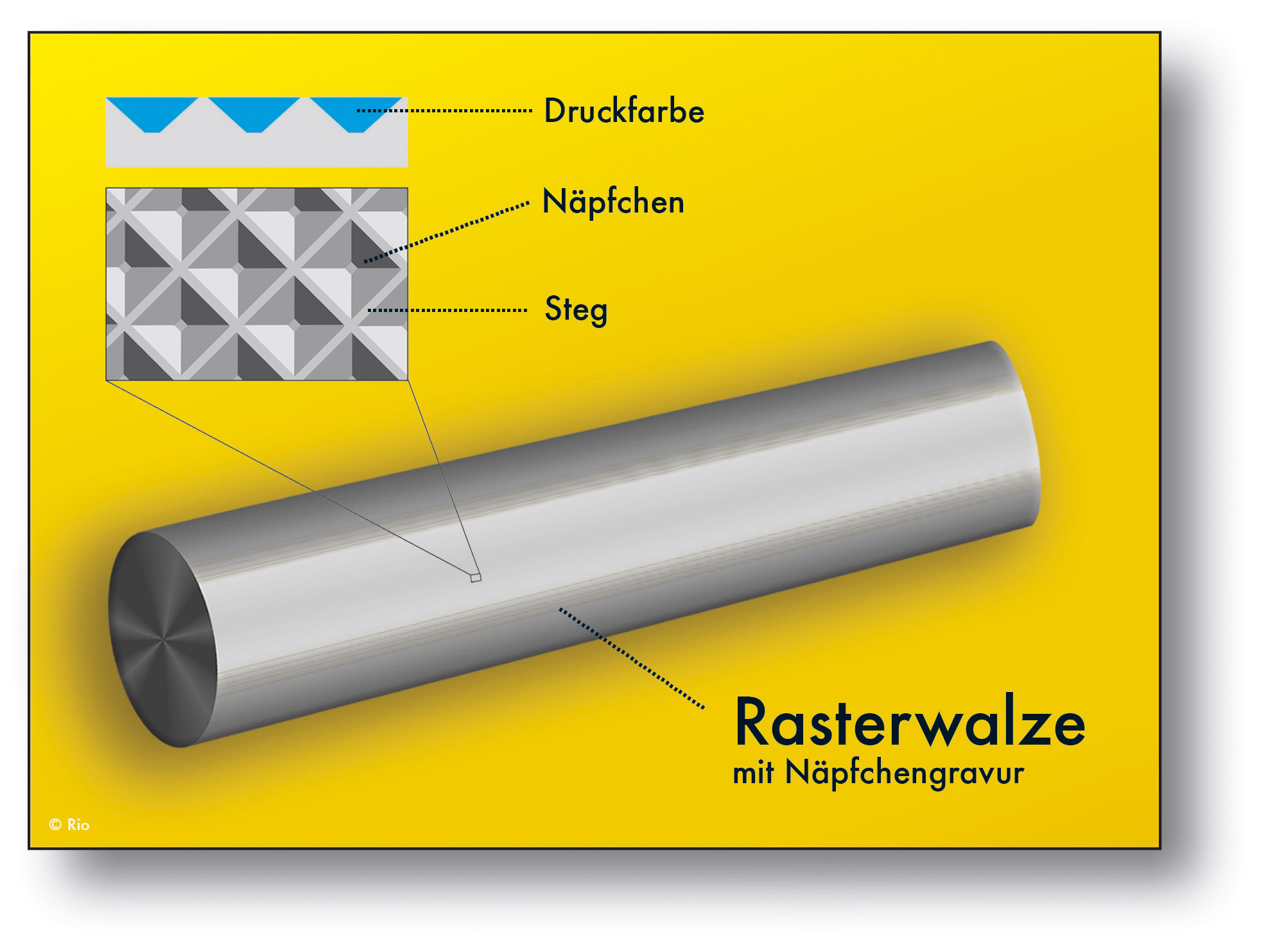
Wałek rastrowy

Wałek rastrowy, cylinder rastrowy (niepoprawne: wałek aniloksowy, cylinder aniloksowy) – walec (rolka lub bęben) dostarczający ściśle określoną ilość farby drukowej na fleksograficzną formę drukową.
Wałki rastrowe są zwykle wykonywane ze stali albo rdzenia aluminiowego powleczonego ceramiką. Początkowo były obrabiane za pomocą diamentowych frezów, natomiast obecnie są grawerowane laserowo. Powierzchnia wałka rastrowego zawiera miliony bardzo drobnych zagłębień (kałamarzyków), w których osadza się farba drukowa. Metalowy nóż ściąga nadmiar farby z powierzchni, zostawiając w kałamarzykach tylko potrzebną jej ilość. Wałek, obracając się, kontaktuje się z płytą fleksograficzną, której przekazuje farbę z kałamarzyków. Z płyty fleksograficznej farba jest odbijana na podłożu drukowym.
Wałków rastrowych używa się też do lakierowania za pomocą wież lakierniczych, które bywają ustawiane jako ostatni zespół w maszynie offsetowej arkuszowej.
Wałki rastrowe często są określane przez liniaturę albo liczbę komórek na cal. Są prawie zawsze tak zamontowane, aby je można było wyjąć z maszyny w celu wyczyszczenia lub wymiany na inne, to znaczy o innej liniaturze. Zależnie od wielkości grafiki, występowania lub niewystępowania detali, operator używa wałka o stosownej liniaturze. Niższa liniatura pozwala przenieść większą ilość farby, jest dobra do druku apli i dużych elementów. Wyższa jest odpowiednia do druku detali.
Wałek rastrowy jest jednym z najważniejszych elementów składowych fleksograficznych zespołów farbowych dozujących farbę na formę drukową. Rozwój technologii drukowania stwarza coraz to wyższe wymagania wobec wałków i tulei rastrowych. Obecnie prowadzone są badania i prace rozwojowe mające na celu poszukiwanie nowych rozwiązań konstrukcyjnych. Obejmują one trzy główne zagadnienia:
- metody pokrycia ceramiką powierzchni wałków
- technologii grawerowania laserowego w ceramice kałamarzyków lub innych struktur
- zapewnienie optymalnej eksploatacji zastosowanych wałków.

Występują dziś wałki, które posiadają takie same wartości parametrów liniatury i pojemności, ale różnią się znacznie konstrukcją i ciężarem, wydajnością transferu medium i czasem użytkowania. Dobór technologii wykonania wałków dozujących farbę powinien być zawsze indywidualnie dopasowany do wymagań wynikających z ich konkretnego ich zastosowania.
Do głównych parametrów technicznych wałka rastrowego należą:
- liniatura (gęstość) siatki rastra oraz ilość kałamarzyków na długości
- kąt siatki rastrowej
- pojemność jednostkowa kałamarzyka
- pojemność jednostkowa wałka
- kąt pochylenia ścianek bocznych kałamarzyka
- głębokości kałamarzyka
- szerokość (otwarcia) kałamarzyka
- szerokości ścianki (progu) kałamarzyka
- wielkość stosunku szerokości ścianki (progu) do szerokości kałamarzyka
- wielkość stosunku głębokości kałamarzyka do jego szerokości
- gładkość powierzchni ścianek i progów kałamarzyków
- dokładność odtaczania powierzchni grawerowanej na szerokości wałka.

Parametry konwencjonalnego wałka rastrowego, odpowiednio stabelaryzowane, są dostarczane przy jego dostawie przez producenta. W czasie użytkowania wałka rastrowego, zainstalowanego w zespole farbowym maszyny drukującej, tylko dwa pierwsze wymienione parametry są wielkościami stałymi. Wartości wielu parametrów są zmienne, uzależnione od szeregu, często również zmiennych podczas pracy, parametrów technologicznych i eksploatacyjnych procesu drukowania.
Praktycznie ilość transferowanej farby przez kałamarzyki wałka rastrowego jest znacznie mniejsza niż pojemność jednostkowa opisana przez producenta, ponieważ kałamarzyki nigdy nie zostają całkowicie opróżnione z farby. Dodatkowo w zamkniętych przestrzeniach kałamarzyków mogą znajdować się pęcherze powietrza, które utrudniają ich napełnianie i opróżnianie.
Profil przekroju kałamarzyka wałka rastrowego, jego wymiary geometryczne (głębokość i szerokość, kąt pochylenia ścianek, szerokości ścianki) oraz sposób rozmieszczenia kałamarzyków na powierzchni wałka (liniatura i kąt siatki rastrowej) wpływają na podstawowy parametr technologiczny przydatności danego wałka, jakim jest jego pojemność farbowa, określana w jednostce cm³/m². Pojemność farbowa wałka rastrowego równa jest pojemności jednego kałamarzyka, o danym jego polu przekroju, pomnożona przez liczbę kałamarzyków umiejscowionych na 1 m² powierzchni wałka. Głębokość kałamarzyka stanowi odległość pomiędzy powierzchnią progu a najgłębszym miejscem kałamarzyka. Im większa głębokość, tym większa pojemność kałamarzyka, ale jednocześnie znacznie trudniej jest napełniać i opróżnić z nich farbę.
Z odpowiednim upakowaniem kałamarzyków na powierzchni wałka ściśle związany jest parametr wielkości stosunku szerokości ścianki (progu) do szerokości kałamarzyka, który ma wpływ na wytrzymałość mechaniczną ścianek kałamarzyków oraz na optymalizację współpracy progów z nożami zgarniającymi nadmiar farby z powierzchni wałka. Im większa szerokość progów, tym mniejsza ilość przenoszonego medium przez kałamarzyki, ale z kolei im szersze ścianki, tym wyższa wytrzymałość powierzchni wałka rastrowego. Progi stanowią oparcie dla współpracujących z nią noży raklowych. Z powyższych względów stosunek szerokości kałamarzyka do szerokości ścianki stanowi kompromis pomiędzy ilością przenoszonej farby a trwałością wałka.
Do podstawowych profili przekroju kałamarzyków zalicza się kształty podobne do liter: V, U i O. Kałamarzyki podobne do litery V, najprostsze do wykonania, charakteryzują się niską pojemnością i słabym transferem farby, natomiast łatwo ulegają trwałemu zanieczyszczeniu. Profil o przekroju podobnym do litery U charakteryzuje się dużą pojemnością farbową oraz dobrym przekazywaniem farby. Z kolei profil o przekroju kołowym O charakteryzuje się również optymalnym transferem farby, ale w porównaniu z poprzednim kształtem posiada mniejszą pojemność. Przedstawiony powyżej podział profili przekroju kałamarzyków, jak i określenie ich kształtu, warunkujące optymalne zastosowanie w praktyce, jest w pełni subiektywne.
Nowoczesne technologie poligraficzne, które stosują wałki rastrowe wymagają stosowania coraz wyższych ich liniatur. Gęstość tworzonej siatki rastrowej kałamarzyków przekracza już 600 linii/cm. Im wyższa liniatura siatki rastra, tym ważniejszym zagadnieniem staje się odpowiednio dobrany profil przekroju kałamarzyka. Kałamarzyki posiadają coraz mniejszą powierzchnię zewnętrzną. Wpływa to ujemnie na proces transferu farby lub środków czyszczących. Ponadto prawdopodobieństwo szybkości zmiany stanu gładkości powierzchni kałamarzyków i ich zanieczyszczenie jest tu znacznie wyższe. Wraz z gęstością siatki rastra kałamarzyków zmienia się pojemność farbowa wałka rastrowego, ale ponieważ pojemność jednostkowa zależy od kształtu kałamarzyka zdarza się, że wałki rastrowe o różnej liniaturze mogą mieć jednakową pojemność farbową.
Współczesne technologie grawerowania i stosowanie różnych laserów do wypalania promieniami kałamarzyków dążą do osiągnięcia optymalnych ich kształtów tak, aby zapewnić jak największą ich pojemność farbową przy wysokiej liniaturze siatki rastra, a jednocześnie spełnienie warunku łatwego napełniania i opróżniania kałamarzyków. Osiągnięcie dużych kątów pochylenia ścianek względem tworzącej płaszcza wałka i uzyskiwanie wysokiego stopnia gładkości powierzchni kałamarzyków pozwala zwiększyć transfer farby na formę drukową. Gładsze i odpowiednio ukształtowane wewnętrzne ścianki kałamarzyka zmniejszają okres ich zanieczyszczenia podczas eksploatacji i ułatwiają proces ich okresowego czyszczenia. Jednak wymuszona obecnie wysoka gęstość siatek rastra wałka rastrowego, ze względu na stosowanie w technice druku fleksograficznego coraz wyższych liniatur drukowanych obrazów, wpływa na znacznie szybsze zanieczyszczanie się kałamarzyków. Praktycznie prowadzi to do zmniejszenia rzeczywistych parametrów kałamarzyków w stosunku wielkości wyjściowych nowych powierzchni wałka. W efekcie następuje obniżenie ilości przenoszonej farby na zadrukowywane podłoże oraz pogorszenie jakości odbitek.

## Czyszczenie wałków rastrowych
Dla zachowania poprawnego transferu farby wałki rastrowe trzeba czyścić ze złogów farby. Stosuje się w tym celu różne metody: ręczne, chemiczne (strumień środka chemicznego, wodorowęglan sodu w proszku), ultradźwiękowe, kulki plastikowe, suchy lód, specjalny laser.